# Ejvind Thorup Nielsen
Ejvind Thorup Nielsen (30. maj 1945 - 16. september 1999) var en dansk travkusk og atlet medlem i Viborg Atletikforening. Han var dansk mester på 400 meter hæk 1969.

## Danske mesterskaber
- Bronze 1978 400 meter hæk 55.59
- Sølv 1973 400 meter hæk 53.2
- Sølv 1972 400 meter hæk 53.1
- Sølv 1970 400 meter hæk ?
- Guld 1969 400 meter hæk 53.9
- Sølv 1965 400 meter 49.0